# Danh sách xã thuộc thành phố Hà Nội
Tính đến ngày 1 tháng 3 năm 2020, thành phố Hà Nội có 526 đơn vị hành chính cấp xã, trong đó có 334 xã.
Dưới đây là danh các xã thuộc thành phố Hà Nội hiện nay.
| Xã              | Trực thuộc       | Diện tích (km²) | Dân số (người) | Mật độ dân số (người/km²) | Thành lập |
| --------------- | ---------------- | --------------- | -------------- | ------------------------- | --------- |
| An Khánh        | Huyện Hoài Đức   |                 |                |                           |           |
| An Mỹ           | Huyện Mỹ Đức     |                 |                |                           |           |
| An Phú          | Huyện Mỹ Đức     |                 |                |                           |           |
| An Thượng       | Huyện Hoài Đức   |                 |                |                           |           |
| An Tiến         | Huyện Mỹ Đức     |                 |                |                           |           |
| Ba Trại         | Huyện Ba Vì      |                 |                |                           |           |
| Ba Vì           | Huyện Ba Vì      |                 |                |                           |           |
| Bạch Hạ         | Huyện Phú Xuyên  |                 |                |                           |           |
| Bát Tràng       | Huyện Gia Lâm    |                 |                |                           |           |
| Bắc Hồng        | Huyện Đông Anh   |                 |                |                           |           |
| Bắc Phú         | Huyện Sóc Sơn    |                 |                |                           |           |
| Bắc Sơn         | Huyện Sóc Sơn    |                 |                |                           |           |
| Bích Hòa        | Huyện Thanh Oai  |                 |                |                           |           |
| Bình Lưu Quang  | Huyện Ứng Hòa    |                 |                |                           |           |
| Bình Minh       | Huyện Thanh Oai  |                 |                |                           |           |
| Bình Yên        | Huyện Thạch Thất |                 |                |                           |           |
| Cam Thượng      | Huyện Ba Vì      |                 |                |                           |           |
| Cao Sơn Tiến    | Huyện Ứng Hòa    |                 |                |                           |           |
| Cao Viên        | Huyện Thanh Oai  |                 |                |                           |           |
| Cao Xuân Dương  | Huyện Thanh Oai  |                 |                |                           |           |
| Cát Quế         | Huyện Hoài Đức   |                 |                |                           |           |
| Cẩm Lĩnh        | Huyện Ba Vì      |                 |                |                           |           |
| Cẩm Yên         | Huyện Thạch Thất |                 |                |                           |           |
| Cấn Hữu         | Huyện Quốc Oai   |                 |                |                           |           |
| Cần Kiệm        | Huyện Thạch Thất |                 |                |                           |           |
| Châu Can        | Huyện Phú Xuyên  |                 |                |                           |           |
| Chu Minh        | Huyện Ba Vì      |                 |                |                           |           |
| Chu Phan        | Huyện Mê Linh    |                 |                |                           |           |
| Chuyên Mỹ       | Huyện Phú Xuyên  |                 |                |                           |           |
| Chương Dương    | Huyện Thường Tín |                 |                |                           |           |
| Cổ Bi           | Huyện Gia Lâm    |                 |                |                           |           |
| Cổ Đô           | Huyện Ba Vì      |                 |                |                           |           |
| Cổ Đông         | Thị xã Sơn Tây   | 26,05           |                |                           |           |
| Cổ Loa          | Huyện Đông Anh   |                 |                |                           |           |
| Cộng Hòa        | Huyện Quốc Oai   |                 |                |                           |           |
| Cự Khê          | Huyện Thanh Oai  |                 |                |                           |           |
| Dân Hòa         | Huyện Thanh Oai  |                 |                |                           |           |
| Di Trạch        | Huyện Hoài Đức   |                 |                |                           |           |
| Dục Tú          | Huyện Đông Anh   |                 |                |                           |           |
| Dũng Tiến       | Huyện Thường Tín |                 |                |                           |           |
| Duyên Hà        | Huyện Thanh Trì  |                 |                |                           |           |
| Duyên Thái      | Huyện Thường Tín |                 |                |                           |           |
| Dương Liễu      | Huyện Hoài Đức   |                 |                |                           |           |
| Dương Quang     | Huyện Gia Lâm    |                 |                |                           |           |
| Dương Xá        | Huyện Gia Lâm    |                 |                |                           |           |
| Đa Tốn          | Huyện Gia Lâm    |                 |                |                           |           |
| Đại Áng         | Huyện Thanh Trì  |                 |                |                           |           |
| Đại Cường       | Huyện Ứng Hòa    |                 |                |                           |           |
| Đại Đồng        | Huyện Thạch Thất |                 |                |                           |           |
| Đại Hùng        | Huyện Ứng Hòa    |                 |                |                           |           |
| Đại Hưng        | Huyện Mỹ Đức     |                 |                |                           |           |
| Đại Mạch        | Huyện Đông Anh   |                 |                |                           |           |
| Đại Thịnh       | Huyện Mê Linh    |                 |                |                           |           |
| Đại Xuyên       | Huyện Phú Xuyên  |                 |                |                           |           |
| Đại Yên         | Huyện Chương Mỹ  |                 |                |                           |           |
| Đan Phượng      | Huyện Đan Phượng |                 |                |                           |           |
| Đắc Sở          | Huyện Hoài Đức   |                 |                |                           |           |
| Đặng Xá         | Huyện Gia Lâm    |                 |                |                           |           |
| Đỗ Động         | Huyện Thanh Oai  |                 |                |                           |           |
| Đông Hội        | Huyện Đông Anh   |                 |                |                           |           |
| Đông La         | Huyện Hoài Đức   |                 |                |                           |           |
| Đồng Lạc        | Huyện Chương Mỹ  |                 |                |                           |           |
| Đông Lỗ         | Huyện Ứng Hòa    |                 |                |                           |           |
| Đông Mỹ         | Huyện Thanh Trì  |                 |                |                           |           |
| Đông Phương Yên | Huyện Chương Mỹ  |                 |                |                           |           |
| Đông Quang      | Huyện Ba Vì      |                 |                |                           |           |
| Đồng Quang      | Huyện Quốc Oai   |                 |                |                           |           |
| Đông Sơn        | Huyện Chương Mỹ  |                 |                |                           |           |
| Đồng Tâm        | Huyện Mỹ Đức     |                 |                |                           |           |
| Đồng Tân        | Huyện Ứng Hòa    |                 |                |                           |           |
| Đồng Thái       | Huyện Ba Vì      |                 |                |                           |           |
| Đồng Tháp       | Huyện Đan Phượng |                 |                |                           |           |
| Đồng Trúc       | Huyện Thạch Thất |                 |                |                           |           |
| Đông Xuân       | Huyện Quốc Oai   |                 |                |                           |           |
| Đông Xuân       | Huyện Sóc Sơn    |                 |                |                           |           |
| Đông Yên        | Huyện Quốc Oai   |                 |                |                           |           |
| Đức Giang       | Huyện Hoài Đức   |                 |                |                           |           |
| Đức Hòa         | Huyện Sóc Sơn    |                 |                |                           |           |
| Đức Thượng      | Huyện Hoài Đức   |                 |                |                           |           |
| Đường Lâm       | Thị xã Sơn Tây   | 7,87            |                |                           |           |
| Hạ Bằng         | Huyện Thạch Thất |                 |                |                           |           |
| Hà Hồi          | Huyện Thường Tín |                 |                |                           |           |
| Hạ Mỗ           | Huyện Đan Phượng |                 |                |                           |           |
| Hải Bối         | Huyện Đông Anh   |                 |                |                           |           |
| Hát Môn         | Huyện Phúc Thọ   |                 |                |                           |           |
| Hiền Giang      | Huyện Thường Tín |                 |                |                           |           |
| Hiền Ninh       | Huyện Sóc Sơn    |                 |                |                           |           |
| Hiệp Thuận      | Huyện Phúc Thọ   |                 |                |                           |           |
| Hòa Bình        | Huyện Thường Tín |                 |                |                           |           |
| Hòa Phú         | Huyện Chương Mỹ  |                 |                |                           |           |
| Hòa Phú         | Huyện Ứng Hòa    |                 |                |                           |           |
| Hòa Thạch       | Huyện Quốc Oai   |                 |                |                           |           |
| Hoa Viên        | Huyện Ứng Hòa    |                 |                |                           |           |
| Hoàng Diệu      | Huyện Chương Mỹ  |                 |                |                           |           |
| Hoàng Kim       | Huyện Mê Linh    |                 |                |                           |           |
| Hoàng Long      | Huyện Phú Xuyên  |                 |                |                           |           |
| Hoàng Văn Thụ   | Huyện Chương Mỹ  |                 |                |                           |           |
| Hồng Dương      | Huyện Thanh Oai  |                 |                |                           |           |
| Hồng Hà         | Huyện Đan Phượng |                 |                |                           |           |
| Hồng Kỳ         | Huyện Sóc Sơn    |                 |                |                           |           |
| Hồng Minh       | Huyện Phú Xuyên  |                 |                |                           |           |
| Hồng Phú        | Huyện Chương Mỹ  |                 |                |                           |           |
| Hồng Sơn        | Huyện Mỹ Đức     |                 |                |                           |           |
| Hồng Thái       | Huyện Phú Xuyên  |                 |                |                           |           |
| Hồng Vân        | Huyện Thường Tín |                 |                |                           |           |
| Hợp Đồng        | Huyện Chương Mỹ  |                 |                |                           |           |
| Hợp Thanh       | Huyện Mỹ Đức     |                 |                |                           |           |
| Hợp Tiến        | Huyện Mỹ Đức     |                 |                |                           |           |
| Hùng Tiến       | Huyện Mỹ Đức     |                 |                |                           |           |
| Hưng Đạo        | Huyện Quốc Oai   |                 |                |                           |           |
| Hương Ngải      | Huyện Thạch Thất |                 |                |                           |           |
| Hương Sơn       | Huyện Mỹ Đức     |                 |                |                           |           |
| Hữu Hòa         | Huyện Thanh Trì  |                 |                |                           |           |
| Hữu Văn         | Huyện Chương Mỹ  |                 |                |                           |           |
| Khai Thái       | Huyện Phú Xuyên  |                 |                |                           |           |
| Khánh Hà        | Huyện Thường Tín |                 |                |                           |           |
| Khánh Thượng    | Huyện Ba Vì      |                 |                |                           |           |
| Kiêu Kỵ         | Huyện Gia Lâm    |                 |                |                           |           |
| Kim An          | Huyện Thanh Oai  |                 |                |                           |           |
| Kim Chung       | Huyện Đông Anh   |                 |                |                           |           |
| Kim Chung       | Huyện Hoài Đức   |                 |                |                           |           |
| Kim Đức         | Huyện Gia Lâm    |                 |                |                           |           |
| Kim Đường       | Huyện Ứng Hòa    |                 |                |                           |           |
| Kim Hoa         | Huyện Mê Linh    |                 |                |                           |           |
| Kim Lũ          | Huyện Sóc Sơn    |                 |                |                           |           |
| Kim Nỗ          | Huyện Đông Anh   |                 |                |                           |           |
| Kim Quan        | Huyện Thạch Thất |                 |                |                           |           |
| Kim Sơn         | Thị xã Sơn Tây   | 15,49           |                |                           |           |
| Kim Thư         | Huyện Thanh Oai  |                 |                |                           |           |
| La Phù          | Huyện Hoài Đức   |                 |                |                           |           |
| Lại Thượng      | Huyện Thạch Thất |                 |                |                           |           |
| Lại Yên         | Huyện Hoài Đức   |                 |                |                           |           |
| Lam Điền        | Huyện Chương Mỹ  |                 |                |                           |           |
| Lam Sơn         | Huyện Thạch Thất |                 |                |                           |           |
| Lệ Chi          | Huyện Gia Lâm    |                 |                |                           |           |
| Lê Lợi          | Huyện Thường Tín |                 |                |                           |           |
| Lê Thanh        | Huyện Mỹ Đức     |                 |                |                           |           |
| Liên Bạt        | Huyện Ứng Hòa    |                 |                |                           |           |
| Liên Châu       | Huyện Thanh Oai  |                 |                |                           |           |
| Liên Hà         | Huyện Đan Phượng |                 |                |                           |           |
| Liên Hà         | Huyện Đông Anh   |                 |                |                           |           |
| Liên Hiệp       | Huyện Phúc Thọ   |                 |                |                           |           |
| Liên Hồng       | Huyện Đan Phượng |                 |                |                           |           |
| Liên Mạc        | Huyện Mê Linh    |                 |                |                           |           |
| Liên Ninh       | Huyện Thanh Trì  |                 |                |                           |           |
| Liên Phương     | Huyện Thường Tín |                 |                |                           |           |
| Liên Trung      | Huyện Đan Phượng |                 |                |                           |           |
| Liệp Nghĩa      | Huyện Quốc Oai   |                 |                |                           |           |
| Long Thượng     | Huyện Phúc Thọ   |                 |                |                           |           |
| Mai Đình        | Huyện Sóc Sơn    |                 |                |                           |           |
| Mai Lâm         | Huyện Đông Anh   |                 |                |                           |           |
| Mê Linh         | Huyện Mê Linh    |                 |                |                           |           |
| Minh Châu       | Huyện Ba Vì      |                 |                |                           |           |
| Minh Cường      | Huyện Thường Tín |                 |                |                           |           |
| Minh Đức        | Huyện Ứng Hòa    |                 |                |                           |           |
| Minh Khai       | Huyện Hoài Đức   |                 |                |                           |           |
| Minh Phú        | Huyện Sóc Sơn    |                 |                |                           |           |
| Minh Quang      | Huyện Ba Vì      |                 |                |                           |           |
| Minh Tân        | Huyện Phú Xuyên  |                 |                |                           |           |
| Minh Trí        | Huyện Sóc Sơn    |                 |                |                           |           |
| Mỹ Hưng         | Huyện Thanh Oai  |                 |                |                           |           |
| Mỹ Lương        | Huyện Chương Mỹ  |                 |                |                           |           |
| Mỹ Xuyên        | Huyện Mỹ Đức     |                 |                |                           |           |
| Nam Hà          | Huyện Phúc Thọ   |                 |                |                           |           |
| Nam Hồng        | Huyện Đông Anh   |                 |                |                           |           |
| Nam Phong       | Huyện Phú Xuyên  |                 |                |                           |           |
| Nam Phương Tiến | Huyện Chương Mỹ  |                 |                |                           |           |
| Nam Sơn         | Huyện Sóc Sơn    |                 |                |                           |           |
| Nam Tiến        | Huyện Phú Xuyên  |                 |                |                           |           |
| Nghiêm Xuyên    | Huyện Thường Tín |                 |                |                           |           |
| Ngọc Hòa        | Huyện Chương Mỹ  |                 |                |                           |           |
| Ngọc Hồi        | Huyện Thanh Trì  |                 |                |                           |           |
| Ngọc Liệp       | Huyện Quốc Oai   |                 |                |                           |           |
| Ngọc Mỹ         | Huyện Quốc Oai   |                 |                |                           |           |
| Ngọc Tảo        | Huyện Phúc Thọ   |                 |                |                           |           |
| Ngũ Hiệp        | Huyện Thanh Trì  |                 |                |                           |           |
| Nguyên Khê      | Huyện Đông Anh   |                 |                |                           |           |
| Nguyễn Trãi     | Huyện Thường Tín |                 |                |                           |           |
| Nhị Khê         | Huyện Thường Tín |                 |                |                           |           |
| Ninh Hiệp       | Huyện Gia Lâm    |                 |                |                           |           |
| Ninh Sở         | Huyện Thường Tín |                 |                |                           |           |
| Phong Vân       | Huyện Ba Vì      |                 |                |                           |           |
| Phú Cát         | Huyện Quốc Oai   |                 |                |                           |           |
| Phú Châu        | Huyện Ba Vì      |                 |                |                           |           |
| Phú Cường       | Huyện Ba Vì      |                 |                |                           |           |
| Phú Cường       | Huyện Sóc Sơn    |                 |                |                           |           |
| Phù Đổng        | Huyện Gia Lâm    |                 |                |                           |           |
| Phú Đông        | Huyện Ba Vì      |                 |                |                           |           |
| Phú Hồng        | Huyện Ba Vì      |                 |                |                           |           |
| Phú Kim         | Huyện Thạch Thất |                 |                |                           |           |
| Phù Linh        | Huyện Sóc Sơn    |                 |                |                           |           |
| Phù Lỗ          | Huyện Sóc Sơn    |                 |                |                           |           |
| Phù Lưu         | Huyện Ứng Hòa    |                 |                |                           |           |
| Phù Lưu Tế      | Huyện Mỹ Đức     |                 |                |                           |           |
| Phú Mãn         | Huyện Quốc Oai   |                 |                |                           |           |
| Phú Minh        | Huyện Sóc Sơn    |                 |                |                           |           |
| Phú Nghĩa       | Huyện Chương Mỹ  |                 |                |                           |           |
| Phú Sơn         | Huyện Ba Vì      |                 |                |                           |           |
| Phú Sơn         | Huyện Gia Lâm    |                 |                |                           |           |
| Phú Túc         | Huyện Phú Xuyên  |                 |                |                           |           |
| Phú Yên         | Huyện Phú Xuyên  |                 |                |                           |           |
| Phúc Hòa        | Huyện Phúc Thọ   |                 |                |                           |           |
| Phúc Lâm        | Huyện Mỹ Đức     |                 |                |                           |           |
| Phúc Tiến       | Huyện Phú Xuyên  |                 |                |                           |           |
| Phụng Châu      | Huyện Chương Mỹ  |                 |                |                           |           |
| Phụng Thượng    | Huyện Phúc Thọ   |                 |                |                           |           |
| Phùng Xá        | Huyện Mỹ Đức     |                 |                |                           |           |
| Phùng Xá        | Huyện Thạch Thất |                 |                |                           |           |
| Phượng Sơn      | Huyện Quốc Oai   |                 |                |                           |           |
| Phượng Dực      | Huyện Phú Xuyên  |                 |                |                           |           |
| Phương Đình     | Huyện Đan Phượng |                 |                |                           |           |
| Phương Trung    | Huyện Thanh Oai  |                 |                |                           |           |
| Phương Tú       | Huyện Ứng Hòa    |                 |                |                           |           |
| Quảng Bị        | Huyện Chương Mỹ  |                 |                |                           |           |
| Quang Hà        | Huyện Phú Xuyên  |                 |                |                           |           |
| Quang Lãng      | Huyện Phú Xuyên  |                 |                |                           |           |
| Quảng Phú Cầu   | Huyện Ứng Hòa    |                 |                |                           |           |
| Quang Tiến      | Huyện Sóc Sơn    |                 |                |                           |           |
| Quang Trung     | Huyện Thạch Thất |                 |                |                           |           |
| Quất Động       | Huyện Thường Tín |                 |                |                           |           |
| Sài Sơn         | Huyện Quốc Oai   |                 |                |                           |           |
| Sen Phương      | Huyện Phúc Thọ   |                 |                |                           |           |
| Song Phương     | Huyện Hoài Đức   |                 |                |                           |           |
| Song Phượng     | Huyện Đan Phượng |                 |                |                           |           |
| Sơn Đà          | Huyện Ba Vì      |                 |                |                           |           |
| Sơn Đông        | Thị xã Sơn Tây   | 20,3            |                |                           |           |
| Sơn Đồng        | Huyện Hoài Đức   |                 |                |                           |           |
| Tả Thanh Oai    | Huyện Thanh Trì  |                 |                |                           |           |
| Tam Đồng        | Huyện Mê Linh    |                 |                |                           |           |
| Tam Hiệp        | Huyện Phúc Thọ   |                 |                |                           |           |
| Tam Hiệp        | Huyện Thanh Trì  |                 |                |                           |           |
| Tam Hưng        | Huyện Thanh Oai  |                 |                |                           |           |
| Tam Thuấn       | Huyện Phúc Thọ   |                 |                |                           |           |
| Tàm Xá          | Huyện Đông Anh   |                 |                |                           |           |
| Tản Lĩnh        | Huyện Ba Vì      |                 |                |                           |           |
| Tảo Dương Văn   | Huyện Ứng Hòa    |                 |                |                           |           |
| Tân Dân         | Huyện Phú Xuyên  |                 |                |                           |           |
| Tân Dân         | Huyện Sóc Sơn    |                 |                |                           |           |
| Tân Hội         | Huyện Đan Phượng |                 |                |                           |           |
| Tân Hưng        | Huyện Sóc Sơn    |                 |                |                           |           |
| Tân Lập         | Huyện Đan Phượng |                 |                |                           |           |
| Tân Minh        | Huyện Sóc Sơn    |                 |                |                           |           |
| Tân Minh        | Huyện Thường Tín |                 |                |                           |           |
| Tân Tiến        | Huyện Chương Mỹ  |                 |                |                           |           |
| Tân Triều       | Huyện Thanh Trì  |                 |                |                           |           |
| Tân Ước         | Huyện Thanh Oai  |                 |                |                           |           |
| Tân Xã          | Huyện Thạch Thất |                 |                |                           |           |
| Thạch Đà        | Huyện Mê Linh    |                 |                |                           |           |
| Thạch Hòa       | Huyện Thạch Thất |                 |                |                           |           |
| Thạch Thán      | Huyện Quốc Oai   |                 |                |                           |           |
| Thạch Xá        | Huyện Thạch Thất |                 |                |                           |           |
| Thái Hòa        | Huyện Ba Vì      |                 |                |                           |           |
| Thái Hòa        | Huyện Ứng Hòa    |                 |                |                           |           |
| Thanh Bình      | Huyện Chương Mỹ  |                 |                |                           |           |
| Thanh Cao       | Huyện Thanh Oai  |                 |                |                           |           |
| Thanh Đa        | Huyện Phúc Thọ   |                 |                |                           |           |
| Thanh Lâm       | Huyện Mê Linh    |                 |                |                           |           |
| Thanh Liệt      | Huyện Thanh Trì  |                 |                |                           |           |
| Thanh Mai       | Huyện Thanh Oai  |                 |                |                           |           |
| Thanh Mỹ        | Thị xã Sơn Tây   | 10,98           |                |                           |           |
| Thanh Thùy      | Huyện Thanh Oai  |                 |                |                           |           |
| Thanh Văn       | Huyện Thanh Oai  |                 |                |                           |           |
| Thanh Xuân      | Huyện Sóc Sơn    |                 |                |                           |           |
| Thắng Lợi       | Huyện Thường Tín |                 |                |                           |           |
| Thiên Đức       | Huyện Gia Lâm    |                 |                |                           |           |
| Thọ An          | Huyện Đan Phượng |                 |                |                           |           |
| Thọ Xuân        | Huyện Đan Phượng |                 |                |                           |           |
| Thuần Mỹ        | Huyện Ba Vì      |                 |                |                           |           |
| Thụy An         | Huyện Ba Vì      |                 |                |                           |           |
| Thụy Hương      | Huyện Chương Mỹ  |                 |                |                           |           |
| Thụy Lâm        | Huyện Đông Anh   |                 |                |                           |           |
| Thủy Xuân Tiên  | Huyện Chương Mỹ  |                 |                |                           |           |
| Thượng Lâm      | Huyện Mỹ Đức     |                 |                |                           |           |
| Thượng Mỗ       | Huyện Đan Phượng |                 |                |                           |           |
| Thượng Vực      | Huyện Chương Mỹ  |                 |                |                           |           |
| Tích Lộc        | Huyện Phúc Thọ   |                 |                |                           |           |
| Tiên Dược       | Huyện Sóc Sơn    |                 |                |                           |           |
| Tiên Dương      | Huyện Đông Anh   |                 |                |                           |           |
| Tiên Phong      | Huyện Ba Vì      |                 |                |                           |           |
| Tiền Phong      | Huyện Mê Linh    |                 |                |                           |           |
| Tiền Phong      | Huyện Thường Tín |                 |                |                           |           |
| Tiên Phương     | Huyện Chương Mỹ  |                 |                |                           |           |
| Tiến Thắng      | Huyện Mê Linh    |                 |                |                           |           |
| Tiến Thịnh      | Huyện Mê Linh    |                 |                |                           |           |
| Tiến Xuân       | Huyện Thạch Thất |                 |                |                           |           |
| Tiền Yên        | Huyện Hoài Đức   |                 |                |                           |           |
| Tòng Bạt        | Huyện Ba Vì      |                 |                |                           |           |
| Tô Hiệu         | Huyện Thường Tín |                 |                |                           |           |
| Tốt Động        | Huyện Chương Mỹ  |                 |                |                           |           |
| Trạch Mỹ Lộc    | Huyện Phúc Thọ   |                 |                |                           |           |
| Tráng Việt      | Huyện Mê Linh    |                 |                |                           |           |
| Trầm Lộng       | Huyện Ứng Hòa    |                 |                |                           |           |
| Trần Phú        | Huyện Chương Mỹ  |                 |                |                           |           |
| Tri Thủy        | Huyện Phú Xuyên  |                 |                |                           |           |
| Trung Châu      | Huyện Đan Phượng |                 |                |                           |           |
| Trung Giã       | Huyện Sóc Sơn    |                 |                |                           |           |
| Trung Hòa       | Huyện Chương Mỹ  |                 |                |                           |           |
| Trung Tú        | Huyện Ứng Hòa    |                 |                |                           |           |
| Trường Thịnh    | Huyện Ứng Hòa    |                 |                |                           |           |
| Trường Yên      | Huyện Chương Mỹ  |                 |                |                           |           |
| Tuy Lai         | Huyện Mỹ Đức     |                 |                |                           |           |
| Tuyết Nghĩa     | Huyện Quốc Oai   |                 |                |                           |           |
| Tứ Hiệp         | Huyện Thanh Trì  |                 |                |                           |           |
| Tự Lập          | Huyện Mê Linh    |                 |                |                           |           |
| Tự Nhiên        | Huyện Thường Tín |                 |                |                           |           |
| Uy Nỗ           | Huyện Đông Anh   |                 |                |                           |           |
| Vạn Nhất        | Huyện Thường Tín |                 |                |                           |           |
| Vạn Phúc        | Huyện Thanh Trì  |                 |                |                           |           |
| Vạn Thắng       | Huyện Ba Vì      |                 |                |                           |           |
| Vạn Tín         | Huyện Mỹ Đức     |                 |                |                           |           |
| Văn Bình        | Huyện Thường Tín |                 |                |                           |           |
| Văn Hoàng       | Huyện Phú Xuyên  |                 |                |                           |           |
| Văn Khê         | Huyện Mê Linh    |                 |                |                           |           |
| Văn Phú         | Huyện Thường Tín |                 |                |                           |           |
| Văn Tự          | Huyện Thường Tín |                 |                |                           |           |
| Văn Võ          | Huyện Chương Mỹ  |                 |                |                           |           |
| Vân Canh        | Huyện Hoài Đức   |                 |                |                           |           |
| Vân Côn         | Huyện Hoài Đức   |                 |                |                           |           |
| Vân Hà          | Huyện Đông Anh   |                 |                |                           |           |
| Vân Hòa         | Huyện Ba Vì      |                 |                |                           |           |
| Vân Nội         | Huyện Đông Anh   |                 |                |                           |           |
| Vân Phúc        | Huyện Phúc Thọ   |                 |                |                           |           |
| Vân Tảo         | Huyện Thường Tín |                 |                |                           |           |
| Vân Từ          | Huyện Phú Xuyên  |                 |                |                           |           |
| Vật Lại         | Huyện Ba Vì      |                 |                |                           |           |
| Việt Hùng       | Huyện Đông Anh   |                 |                |                           |           |
| Việt Long       | Huyện Sóc Sơn    |                 |                |                           |           |
| Vĩnh Ngọc       | Huyện Đông Anh   |                 |                |                           |           |
| Vĩnh Quỳnh      | Huyện Thanh Trì  |                 |                |                           |           |
| Võng La         | Huyện Đông Anh   |                 |                |                           |           |
| Võng Xuyên      | Huyện Phúc Thọ   |                 |                |                           |           |
| Xuân Canh       | Huyện Đông Anh   |                 |                |                           |           |
| Xuân Đình       | Huyện Phúc Thọ   |                 |                |                           |           |
| Xuân Giang      | Huyện Sóc Sơn    |                 |                |                           |           |
| Xuân Nộn        | Huyện Đông Anh   |                 |                |                           |           |
| Xuân Sơn        | Thị xã Sơn Tây   | 13,33           |                |                           |           |
| Xuân Thu        | Huyện Sóc Sơn    |                 |                |                           |           |
| Xuy Xá          | Huyện Mỹ Đức     |                 |                |                           |           |
| Yên Bài         | Huyện Ba Vì      |                 |                |                           |           |
| Yên Bình        | Huyện Thạch Thất |                 |                |                           |           |
| Yên Mỹ          | Huyện Thanh Trì  |                 |                |                           |           |
| Yên Sở          | Huyện Hoài Đức   |                 |                |                           |           |
| Yên Thường      | Huyện Gia Lâm    |                 |                |                           |           |
| Yên Trung       | Huyện Thạch Thất |                 |                |                           |           |
| Yên Viên        | Huyện Gia Lâm    |                 |                |                           |           |